# Norwegia na Zimowych Igrzyskach Olimpijskich 1968
Norwegię na Zimowych Igrzyskach Olimpijskich 1968 reprezentowało 65 zawodników: 54 mężczyzn i jedenaście kobiet. Był to dziesiąty start reprezentacji Norwegii na zimowych igrzyskach olimpijskich.

## Zdobyte medale
| Medal  | Zawodnik                                                     | Dyscyplina          | Konkurencja                  | Rezultat    |
| ------ | ------------------------------------------------------------ | ------------------- | ---------------------------- | ----------- |
| Złoto  | Magnar Solberg                                               | Biathlon            | Bieg na 20 km mężczyzn       | 1:13:45,9 h |
| Złoto  | Harald Grønningen                                            | Biegi narciarskie   | Bieg na 15 km mężczyzn       | 47:54,2 min |
| Złoto  | Ole Ellefsæter                                               | Biegi narciarskie   | Bieg na 50 km mężczyzn       | 2:28:45,8 h |
| Złoto  | Odd Martinsen, Pål Tyldum, Harald Grønningen, Ole Ellefsæter | Biegi narciarskie   | Sztafeta 4 x 10 km mężczyzn  | 2:08:33,5 h |
| Złoto  | Inger Aufles, Babben Enger Damon, Berit Mørdre Lammedal      | Biegi narciarskie   | Sztafeta 3 x 5 km kobiet     | 57:30,0 min |
| Złoto  | Fred Anton Maier                                             | Łyżwiarstwo szybkie | Bieg na 5000 m mężczyzn      | 7:22,4 min  |
| Srebro | Ola Wærhaug, Olav Jordet, Magnar Solberg, Jon Istad          | Biathlon            | Sztafeta 4 x 7,5 km mężczyzn | 2:14:50,2 h |
| Srebro | Odd Martinsen                                                | Biegi narciarskie   | Bieg na 30 km mężczyzn       | 1:36:28,9 h |
| Srebro | Berit Mørdre                                                 | Biegi narciarskie   | Bieg na 10 km kobiet         | 37:54,6 min |
| Srebro | Magne Thomassen                                              | Łyżwiarstwo szybkie | Bieg na 500 m mężczyzn       | 40,5 s      |
| Srebro | var Eriksen                                                  | Łyżwiarstwo szybkie | Bieg na 1500 m mężczyzn      | 2:05,0 min  |
| Srebro | Fred Anton Maier                                             | Łyżwiarstwo szybkie | Bieg na 10 000 m mężczyzn    | 15:23,9 min |
| Brąz   | Inger Aufles                                                 | Biegi narciarskie   | Bieg na 10 km kobiet         | 37:59,9 min |
| Brąz   | Lars Grini                                                   | Skoki narciarskie   | Skocznia K-90 indywidualnie  | 214,3 pkt   |

## Skład kadry

### Biathlon
Mężczyźni
| Zawodnik                                         | Konkurencja         | czas biegu | Kary  | Łączny czas | Pozycja |
| ------------------------------------------------ | ------------------- | ---------- | ----- | ----------- | ------- |
| Magnar Solberg                                   | Bieg na 20 km       | 1:13:45,9  | 0:00  | 1:13:45,9   | złoto   |
| Jon Istad                                        | Bieg na 20 km       | 1:19:43,1  | 2:00  | 1:21:43,1   | 11.     |
| Ola Wærhaug                                      | Bieg na 20 km       | 1:19:12,9  | 3:00  | 1:22:12,9   | 13.     |
| Ragnar Tveiten                                   | Bieg na 20 km       | 1:16:17,4  | 11:00 | 1:27:17,4   | 26.     |
| Ola Wærhaug Olav Jordet Magnar Solberg Jon Istad | Sztafeta 4 × 7,5 km | 2:14:50,2  | 5     | 2:14:50,2   | srebro  |

### Biegi narciarskie
Mężczyźni
| Zawodnik                                                  | Konkurencja        | czas      | Pozycja |
| --------------------------------------------------------- | ------------------ | --------- | ------- |
| Harald Grønningen                                         | Bieg na 15 km      | 47:54,2   | złoto   |
| Pål Tyldum                                                | Bieg na 15 km      | 48:42,0   | 7.      |
| Odd Martinsen                                             | Bieg na 15 km      | 48:59,3   | 8.      |
| Reidar Hjermstad                                          | Bieg na 15 km      | 50:25,7   | 17.     |
| Odd Martinsen                                             | Bieg na 30 km      | 1:36:28,9 | srebro  |
| Harald Grønningen                                         | Bieg na 30 km      | 1:38:26,7 | 13.     |
| Lorns Skjemstad                                           | Bieg na 30 km      | 1:37:53,4 | 11.     |
| Gjermund Eggen                                            | Bieg na 30 km      | 1:43:29,6 | 34.     |
| Pål Tyldum                                                | Bieg na 50 km      | 2:29:26,7 | 4.      |
| Odd Martinsen                                             | Bieg na 50 km      | 2:33:51,4 | 18.     |
| Reidar Hjermstad                                          | Bieg na 50 km      | 2:31:01,8 | 8.      |
| Ole Ellefsæter                                            | Bieg na 50 km      | 2:28:45,8 | złoto   |
| Odd Martinsen Pål Tyldum Harald Grønningen Ole Ellefsæter | Sztafeta 4 × 10 km | 2:08:33,5 | złoto   |

Kobiety
| Zawodnik                                              | Konkurencja       | czas    | Pozycja |
| ----------------------------------------------------- | ----------------- | ------- | ------- |
| Inger Aufles                                          | Bieg na 5 km      | 16:58,1 | 7.      |
| Berit Mørdre Lammedal                                 | Bieg na 5 km      | 17:11,9 | 10.     |
| Babben Enger Damon                                    | Bieg na 5 km      | 17:43,3 | 21.     |
| Tone Dahle                                            | Bieg na 5 km      | 18:09,1 | 28.     |
| Inger Aufles                                          | Bieg na 10 km     | 37:59,9 | brąz    |
| Berit Mørdre Lammedal                                 | Bieg na 10 km     | 37:54,6 | srebro  |
| Babben Enger Damon                                    | Bieg na 10 km     | 38:54,4 | 8.      |
| Katharina Mo-Berge                                    | Bieg na 10 km     | 39:35,4 | 17.     |
| Inger Aufles Babben Enger-Damon Berit Mørdre-Lammedal | Sztafeta 3 × 5 km | 57:30,0 | złoto   |

### Hokej na lodzie
Reprezentacja mężczyzn
| - Kåre Østensen - Thor Martinsen - Terje Steen - Svein Norman Hansen - Tor Gundersen - Odd Syversen - Arne Mikkelsen - Christian Petersen - Rodney Riise |  | - Per Skjerwen Olsen - Steinar Bjølbakk - Svein Haagensen - Georg Smefjell - Trygve Bergeid - Terje Thoen - Olav Dalsøren - Bjørn Johansen |

Reprezentacja Norwegii rozegrała mecz rundy kwalifikacyjnej z reprezentacją NRD przegrywając 1:3 i tym samym wzięła udział w rozgrywkach grupy B (pocieszenia) turnieju olimpijskiego. Ostatecznie reprezentacja Norwegii została sklasyfikowana na 11. miejscu (trzecie miejsce w grupie B).

### Runda kwalifikacyjna
| 4 lutego 1968 | NRD | 3:1 | Norwegia |  |

|  |  |  |  |  |

#### Grupa B
| Drużyna    | M | Mecze | Mecze | Mecze | Bramki | Bramki | Bramki | Pkt |
| Drużyna    | M | W     | R     | P     | +      | -      | +/-    | Pkt |
| ---------- | - | ----- | ----- | ----- | ------ | ------ | ------ | --- |
| Jugosławia | 5 | 5     | 0     | 0     | 33     | 9      | +24    | 10  |
| Japonia    | 5 | 4     | 0     | 1     | 27     | 12     | +15    | 8   |
| Norwegia   | 5 | 3     | 0     | 2     | 15     | 15     | 0      | 6   |
| Rumunia    | 5 | 2     | 0     | 3     | 22     | 23     | -1     | 4   |
| Austria    | 5 | 1     | 0     | 4     | 12     | 27     | -15    | 2   |
| Francja    | 5 | 0     | 0     | 5     | 9      | 32     | -23    | 0   |

Wyniki
| 8 lutego 1968 | Norwegia | 4:1 | Francja |  |

|  |  |  |  |  |

| 10 lutego 1968 | Japonia | 4:0 | Norwegia |  |

|  |  |  |  |  |

| 12 lutego 1968 | Norwegia | 5:4 | Austria |  |

|  |  |  |  |  |

| 14 lutego 1968 | Norwegia | 4:3 | Japonia |  |

| Godzina: 10:00 |

| 17 lutego 1968 | Norwegia | 6:2 | Francja |  |

|  |  |  |  |  |

| 17 lutego 1968 | Jugosławia | 3:2 | Norwegia |  |

|  |  |  |  |  |

### Kombinacja norweska
Mężczyźni
| Zawodnik        | Konkurencja   | Bieg narciarski | Bieg narciarski | Bieg narciarski | Skoki narciarskie | Skoki narciarskie | Skoki narciarskie | Skoki narciarskie | Skoki narciarskie | Skoki narciarskie | Skoki narciarskie | Skoki narciarskie | Łącznie | Pozycja |
| Zawodnik        | Konkurencja   | Czas biegu      | Pozycja         | Punkty          | Skok 1            | Nota              | Skok 2            | Nota              | Skok 3            | Nota              | Punkty            | Pozycja           | Łącznie | Pozycja |
| --------------- | ------------- | --------------- | --------------- | --------------- | ----------------- | ----------------- | ----------------- | ----------------- | ----------------- | ----------------- | ----------------- | ----------------- | ------- | ------- |
| Mikkel Dobloug  | Indywidualnie | 51:55,8         | 21.             | 194,82          | 65,5              | 94,6              | 69,0              | 97,8              | 68,0              | 94,6              | 192,4             | 26.               | 387,22  | 21.     |
| Markus Svendsen | Indywidualnie | 54:19,4         | 35.             | 167,05          | 68,0              | 98,6              | 71,0              | 105,0             | 72,0              | 105,8             | 210,8             | 12.               | 377,85  | 27.     |
| Kåre Olav Berg  | Indywidualnie | 53:57,8         | 34.             | 171,20          | 69,0              | 104,2             | 70,0              | 100,2             | 67,5              | 95,4              | 204,4             | 15.               | 375,60  | 28.     |
| Gjert Andersen  | Indywidualnie | 1:00:28,3       | 41.             | 102,49          | 72,5              | 116,2             | 71,5              | 99,4              | 72,5              | 105,0             | 221,2             | 7.                | 323,69  | 40.     |

### Łyżwiarstwo szybkie
Mężczyźni
| Zawodnik             | Konkurencja   | Konkurencja   | Konkurencja    | Konkurencja    | Konkurencja    | Konkurencja    | Konkurencja      | Konkurencja      |
| Zawodnik             | Bieg na 500 m | Bieg na 500 m | Bieg na 1500 m | Bieg na 1500 m | Bieg na 5000 m | Bieg na 5000 m | Bieg na 10 000 m | Bieg na 10 000 m |
| Zawodnik             | Czas          | Miejsce       | Czas           | Miejsce        | Czas           | Miejsce        | Czas             | Miejsce          |
| -------------------- | ------------- | ------------- | -------------- | -------------- | -------------- | -------------- | ---------------- | ---------------- |
| Magne Thomassen      | 40,5          | srebro        | 2:05,1         | 4.             |                |                | 15:44,9          | 7.               |
| Ivar Eriksen         |               |               | 2:05,0         | srebro         |                |                |                  |                  |
| Fred Anton Maier     |               |               |                |                | 7:22,40        | złoto          | 15:23,9          | srebro           |
| Arne Herjuaune       | 40,7          | 5.            |                |                |                |                |                  |                  |
| Roar Grønvold        | 41,1          | 13.           |                |                |                |                |                  |                  |
| Johan Lind           | 42,3          | 29.           |                |                |                |                |                  |                  |
| Bjørn Tveter         |               |               | 2:05,2         | 5.             |                |                |                  |                  |
| Svein-Erik Stiansen  |               |               | 2:05,5         | 7.             | 7:39,6         | 12.            |                  |                  |
| Per Willy Guttormsen |               |               |                |                | 7:27,8         | 4.             | 15:32,6          | 4.               |

Kobiety
| Zawodnik               | Konkurencja   | Konkurencja   | Konkurencja    | Konkurencja    | Konkurencja    | Konkurencja    | Konkurencja    | Konkurencja    |
| Zawodnik               | Bieg na 500 m | Bieg na 500 m | Bieg na 1000 m | Bieg na 1000 m | Bieg na 1500 m | Bieg na 1500 m | Bieg na 3000 m | Bieg na 3000 m |
| Zawodnik               | Czas          | Miejsce       | Czas           | Miejsce        | Czas           | Miejsce        | Czas           | Miejsce        |
| ---------------------- | ------------- | ------------- | -------------- | -------------- | -------------- | -------------- | -------------- | -------------- |
| Sigrid Sundby-Dybedahl | 46,7          | 6.            | 1:34,5         | 6.             | 2:25,2         | 4.             | 5:13,3         | 9.             |
| Kirsti Biermann        | 46,8          | 8.            | 1:35,0         | 9.             |                |                |                |                |
| Lisbeth Korsmo-Berg    | 47,0          | 11.           | 1:36,8         | 13.            | 2:30,7         | 17.            | 5:19,6         | 16.            |
| Kari Kåring            |               |               |                |                | 2:29,9         | 14.            | 5:20,6         | 17.            |

### Narciarstwo alpejskie
Mężczyźni
| Zawodnik           | Konkurencja              | Konkurencja              | Konkurencja                 | Konkurencja                 | Konkurencja                 | Konkurencja                 | Konkurencja         | Konkurencja         | Konkurencja              | Konkurencja              |
| Zawodnik           | Zjazd                    | Zjazd                    | Slalom gigant               | Slalom gigant               | Slalom gigant               | Slalom gigant               | Slalom specjalny    | Slalom specjalny    | Slalom specjalny         | Slalom specjalny         |
| Zawodnik           | Czas                     | Pozycja                  | Czas 1-go przejazdu         | Czas 2-go przejazdu         | Czas łączny                 | Pozycje                     | Czas 1-go przejazdu | Czas 2-go przejazdu | Czas łączny              | Pozycja                  |
| ------------------ | ------------------------ | ------------------------ | --------------------------- | --------------------------- | --------------------------- | --------------------------- | ------------------- | ------------------- | ------------------------ | ------------------------ |
| Bjarne Strand      | 2:03,20                  | 17.                      | 1:49,69                     | 1:51,48                     | 3:41,17                     | 29.                         | 51,69               | 55,69               | 1:47,38                  | 22.                      |
| Jon Terje Øverland | 2:05,34                  | 23.                      | 1:49,30                     | 1:50,27                     | 3:39,57                     | 25.                         | 51,51               | 53,37               | 1:44,88                  | 17.                      |
| Lasse Hamre        | 2:06,93                  | 34.                      |                             |                             |                             |                             | 51,84               | 52,31               | 1:44,15                  | 14.                      |
| Otto Tschudi       | Nie ukończył konkurencji | Nie ukończył konkurencji | Nie ukończył 1-go przejazdu | Nie ukończył 1-go przejazdu | Nie ukończył 1-go przejazdu | Nie ukończył 1-go przejazdu |                     |                     |                          |                          |
| Håkon Mjøen        |                          |                          | 1:47,63                     | 1:50,71                     | 3:38,34                     | 19.                         | 49,91               | Dyskwalifikacja     | Nie ukończył konkurencji | Nie ukończył konkurencji |

Kobiety
| Zawodniczka        | Konkurencja | Konkurencja | Konkurencja   | Konkurencja   | Konkurencja         | Konkurencja                  | Konkurencja                  | Konkurencja                  |
| Zawodniczka        | Zjazd       | Zjazd       | Slalom gigant | Slalom gigant | Slalom specjalny    | Slalom specjalny             | Slalom specjalny             | Slalom specjalny             |
| Zawodniczka        | Czas        | Pozycja     | Czas          | Pozycja       | Czas 1-go przejazdu | Czas 2-go przejazdu          | Czas łączny                  | Pozycja                      |
| ------------------ | ----------- | ----------- | ------------- | ------------- | ------------------- | ---------------------------- | ---------------------------- | ---------------------------- |
| Aud Hvammen        |             |             | 2:01,30       | 28.           | Dyskwalifikacja     | Nie ukończyła konkurencji    | Nie ukończyła konkurencji    | Nie ukończyła konkurencji    |
| Dikke Eger-Bergman |             |             |               |               | 43,50               | Nie ukończyła 2-go przejazdu | Nie ukończyła 2-go przejazdu | Nie ukończyła 2-go przejazdu |

### Saneczkarstwo
Mężczyźni
| Zawodnik          | Konkurencja | Ślizg 1 | Ślizg 2 | Ślizg 3 | Łącznie | Pozycja |
| ----------------- | ----------- | ------- | ------- | ------- | ------- | ------- |
| Rolf Greger Strøm | Jedynki     | 59,04   | 59,28   | 58,67   | 2:56,99 | 19.     |
| Jan-Axel Strøm    | Jedynki     | 58,84   | 59,26   | 59,04   | 2:57,14 | 21.     |

### Skoki narciarskie
Mężczyźni
| Konkurencja            | Skoczek           | Skok 1    | Skok 1 | Skok 2    | Skok 2 | Nota  | Pozycja |
| Konkurencja            | Skoczek           | odległość | Nota   | odległość | Nota   | Nota  | Pozycja |
| ---------------------- | ----------------- | --------- | ------ | --------- | ------ | ----- | ------- |
| Skocznia normalna K-70 | Bjørn Wirkola     | 76,5      | 108,7  | 72,5      | 103,3  | 212,0 | 4.      |
| Skocznia normalna K-70 | Lars Grini        | 74,5      | 104,5  | 73,0      | 101,6  | 206,1 | 13.     |
| Skocznia normalna K-70 | Jan Olaf Roaldset | 73,0      | 99,6   | 73,0      | 98,1   | 197,7 | 21.     |
| Skocznia normalna K-70 | Jo Inge Bjørnebye | 73,5      | 101,4  | 67,0      | 89,0   | 190,4 | 31.     |
| Skocznia duża K-90     | Lars Grini        | 99,0      | 111,5  | 93,5      | 102,8  | 214,3 | brąz    |
| Skocznia duża K-90     | Bent Tomtum       | 98,5      | 108,3  | 95,0      | 103,9  | 212,2 | 5.      |
| Skocznia duża K-90     | Jan Olaf Roaldset | 100,5     | 109,6  | 91,5      | 93,0   | 202,6 | 13.     |
| Skocznia duża K-90     | Bjørn Wirkola     | 93,0      | 102,1  | 87,0      | 87,2   | 189,3 | 23.     |